# De Groote Wielen
De Groote Wielen is een deel van Rosmalen in de gemeente 's-Hertogenbosch, in de Nederlandse provincie Noord-Brabant. 
Het telt 10.600 inwoners op 1 januari 2024.
Het stadsdeel ligt in het noorden van de rest van Rosmalen en bestaat uit drie delen, waarvan er twee bebouwd worden. Het zuidelijke gedeelte bestaat uit de volgende wijken: (van west naar oost) Bedrijventerrein Brabantpoort, Hoven, Vlietdijk, Broekland en Watertuinen. Van deze wijken is Bedrijventerrein Brabantpoort het oudste en is naderhand bij De Groote Wielen ingedeeld. Ten noorden van de Waterplas zijn er ook nog twee wijken: Lanen en Centrum van de Groote Wielen. Het derde deel is de Waterplas. In 2023 is door Zayaz Woningcorporatie de duurzame wijk Stek in de Groote Wielen in fasen gebouwd.
De wijk werd gebouwd zodat de gemeente 's-Hertogenbosch meer huishoudens kan huisvesten. In het noorden van Rosmalen is er tot aan de Maas genoeg ruimte om te bouwen, vandaar dat er voor deze locatie is gekozen. Dat de mogelijkheid er was om uit te breiden, was een van de redenen voor de gemeentelijke herindeling waarbij Rosmalen bij de gemeente 's-Hertogenbosch werd gevoegd. Het wijk heeft de postcodereeks van Rosmalen gekregen.
In totaal komen er in deze wijk 4300 woningen te staan. Veel namen in de wijk verwijzen naar water; zo is een wiel in het rivierengebied een aanduiding voor een kolk, een diep en rond watertje dat gevormd is bij een dijkdoorbraak; een vlietdijk is een dijk langs een waterloop; broekland is land dat vaak en lang onder water staat. En water zal in de wijk volop aanwezig zijn.
In de groene zone, tussen de wijk De Groote Wielen en Rosmalen Noord, bevindt zich Sportpark De Groote Wielen.

## Vervoer
De Groote Wielen is door middel van buslijn 4 verbonden met het centraal station van Den Bosch en het station van Rosmalen.